# Maria van Nieukerken
Maria van Nieukerken (1975) is een Nederlandse koordirigent.

## Opleiding
Van Nieukerken studeerde koordirectie bij Daniel Reuss aan het Sweelinck Conservatorium te Amsterdam. Aan hetzelfde instituut studeerde ze enkele jaren hoofdvak piano bij Marcel Baudet en Alexandre Hrisanide. Ook volgde ze lessen koor- en orkestdirectie bij Marcus Creed, Jos van Veldhoven en Paul Van Nevel.

## Carrière
Maria van Nieukerken is de vaste dirigent van het jonge professionele kamerkoor PA'dam en sinds 1 juli 2008 van het Philharmonisch Koor Toonkunst Rotterdam. Eerder was ze ook dirigent van Kamerkoor Lingua Musica Leiden, van vocaal ensemble The Gents, van 2003 tot en met 2009 van het Groot Concertkoor Amsterdam en van 2001 tot en met 2012 van het Nederlands Studenten Kamerkoor.
Daarnaast werkt Maria van Nieukerken veelvuldig als assistent-dirigent bij Cappella Amsterdam, Collegium Vocale Gent en het Deutsches Kammerchor. Zij werkte nauw samen met Philippe Herreweghe, Heinz Holliger en Reinbert de Leeuw. In 2005 was ze als koordirigent betrokken bij Cappella Amsterdam & Nationale Reisopera bij de opera ‘Thyeste’ van Jan van Vlijmen, in Nederland en Brussel. 
Samen met organist-dirigent Wim Dijkstra is Van Nieukerken initiatiefneemster van de gezagvolle concertserie Bach in Monnickendam.

## Experimenten
De laatste jaren heeft Maria van Nieukerken zich erop toegelegd om de uitvoering van met elementen van theater en dans te verrijken. Soms verzorgt zij zelf tevens de regie, zoals bij Simeon ten Holts Bi-Ba-Bo door het Nederlands Studenten Kamerkoor. Veel aandacht kreeg ook haar vertolking van het Requiem van Mozart.

## Prijzen
In 1999 werd Maria van Nieukerken toegelaten tot de Internationale Meisterkurs Chorleitung onder leiding van Eric Ericson in Duitsland. In mei 2004 werd ze geselecteerd om mee te doen aan de International Competition for Young Choir Conductors in Wenen. In september 2004 bereikte ze daar de halve finale en won als speciale prijs de ’Baerenreiter Urtext Preis’.